# Lovitura de stat din mai 1926
Lovitura de stat din mai 1926 (în poloneză Przewrót majowy sau zamach majowy) a fost o lovitură de stat ce a fost realizată în Polonia de mareșalul Józef Piłsudski între 12 și 14 mai 1926. Lovitura de stat a răsturnat guvernul președintelui Stanisław Wojciechowski și al primului ministru Wincenty Witos. Un nou guvern a fost instalat, condus de profesorul Kazimierz Bartel de la Politehnica din Lvov.
Inițial, lui Piłsudski i s-a oferit funcția de președinte, dar el a refuzat în favoarea lui Ignacy Mościcki. Piłsudski a rămas, cu toate acestea, cel mai influent om politic din Polonia și a devenit conducătorul de facto al țării până la moartea sa în 1935.

## Acumularea
În noiembrie 1925 guvernul condus de Władysław Grabski a fost înlocuit de guvernul lui Aleksander Skrzyński, care a obținut sprijinul mișcării Democrația Națională și al Partidului Socialist Polonez (PPS). Generalul Lucjan Żeligowski a devenit noul ministru de război în guvern. Cu toate acestea, după ce PPS și-a retras sprijinul, acest guvern a căzut și a fost înlocuit cu cel condus de Wincenty Witos, format de Partidul Poporului Polonez „Piast” și de Chrześcijański Związek Jedności Narodowej (Chjeno-Piast). Noul guvern a avut parte chiar de mai puțin sprijin popular decât cele anterioare, iar declarațiile lui Józef Piłsudski, care a perceput schimbările constante de la putere din Sejm (parlamentul polonez) ca haotice și dăunătoare, au creat premisele unei lovituri de stat.
În afară de tulburările interne, politică poloneză a fost zguduită de un război comercial cu Germania, început în iunie 1925, și de semnarea Tratatului de la Locarno la 16 octombrie 1925. În conformitate cu termenii tratatului, puterile Aliate vest-europene din timpul Primului Război Mondial și noile state din Europa Centrală și de Est au căutat să-și asigure o reglementare teritorială postbelică în schimbul normalizării relațiilor cu Germania învinsă.

## Lovitura de stat
La 10 mai 1926 s-a format un guvern de coaliție al creștin-democraților și agrarienilor și în aceeași zi Józef Piłsudski, într-un interviu din Kurier Poranny (Curierul de dimineață), a spus că el era „gata să lupte cu răul” sejmocrației și a promis o „însănătoșire” (refacere a sănătății) a vieții politice. Ediția ziarului a fost confiscată de către autorități.
În noaptea de 11 spre 12 mai a fost declarată o stare de alertă în garnizoana militară din Varșovia, iar unele unități au mărșăluit către Rembertów, unde și-au oferit sprijinul lui Piłsudski. Pe 12 mai ele au mărșăluit prin Varșovia și au pus stăpânire pe podurile de pe râul Vistula. Între timp, guvernul lui Wincenty Witos a declarat stare de urgență.

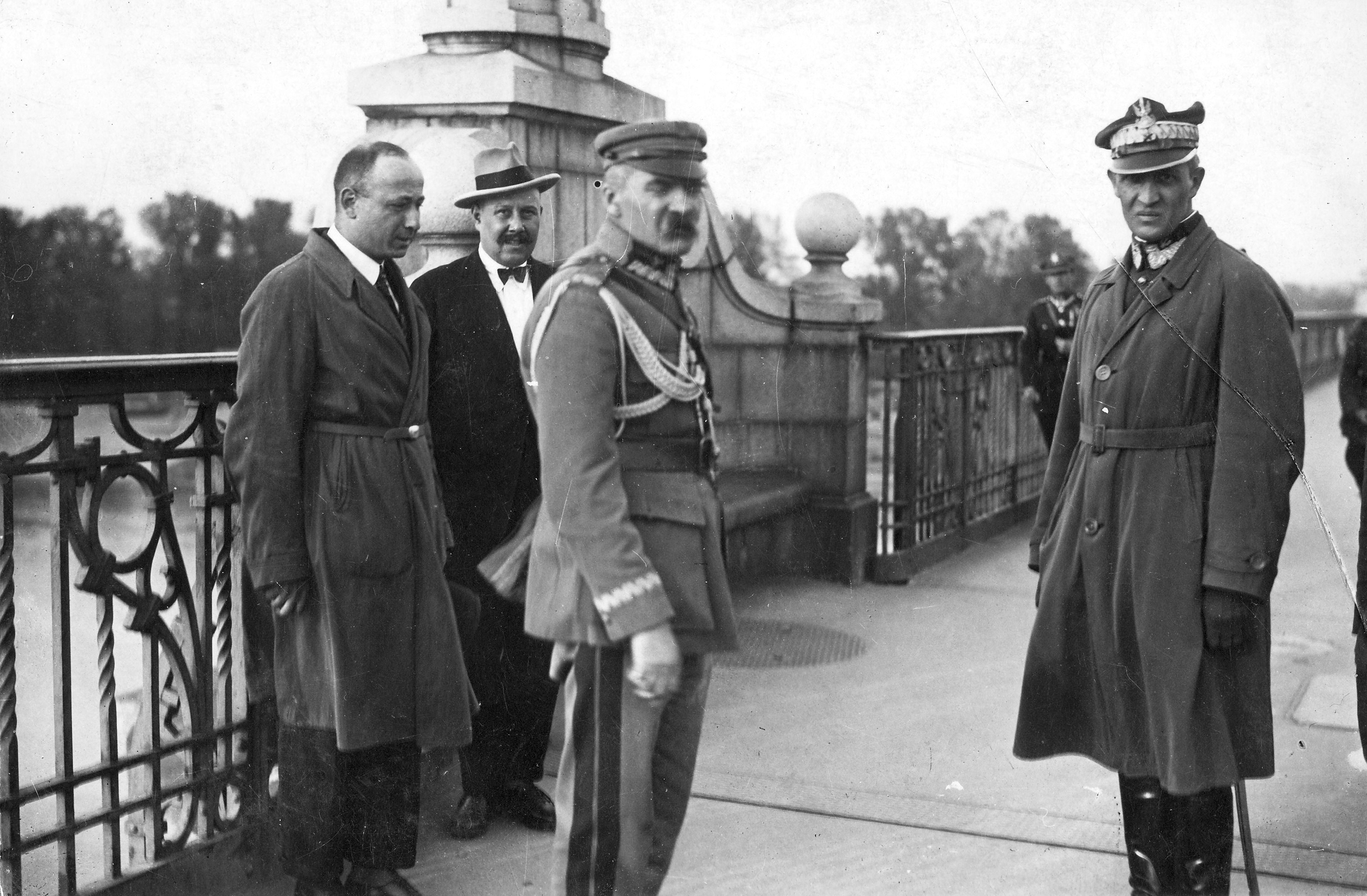
Piłsudski (centru) pe podul Poniatowski din Varșovia, 12 mai 1926, în timpul Loviturii de stat din mai. La dreapta este gen. Gustaw Orlicz-Dreszer.

Pe la orele 17:00, mareșalul Piłsudski s-a întâlnit cu președintele Stanisław Wojciechowski pe podul Poniatowski. Piłsudski a cerut demisia guvernului condus de Witos, în timp ce președintele a cerut capitularea lui Piłsudski. Din cauza faptului că această rundă de negocieri nu a dus la nici un rezultat, luptele au izbucnit pe la orele 19:00.
A doua zi a început o nouă rundă de negocieri, mediată de arhiepiscopul Aleksander Kakowski și de mareșalul Seimului, Maciej Rataj. Aceste negocieri nu au  adus, totuși, nici o schimbare. Pe 14 mai, Partidul Socialist Polonez și-a declarat sprijinul pentru rebeli și a cerut organizarea unei greve generale, susținute de sindicatul muncitorilor feroviari (Związek Zawodowy Kolejarzy). Greva muncitorilor feroviari socialiști a paralizat comunicațiile și a împiedicat întăririle militare pro-guvernamentale să ajungă la Varșovia.
În cele din urmă, pentru a preveni luptele din Varșovia să se transforme într-un război civil extins pe tot teritoriul țării, Wojciechowski și Witos au demisionat din funcțiile pe care le dețineau.
În timpul acestor evenimente, 215 soldați și 164 civili au fost uciși, iar aproximativ 900 de persoane au fost rănite.
Un nou guvern a fost format sub conducerea lui Kazimierz Bartel, iar Piłsudski a preluat funcția de ministru de război. În 31 mai, Adunarea Națională (Zgromadzenie Narodowe) l-a nominalizat pe Piłsudski pentru funcția de președinte al Poloniei, dar el a refuzat oferta. În cele din urmă, Ignacy Mościcki a devenit noul președinte; Piłsudski, cu toate acestea, deținea de facto o putere mult mai mare decât cea pe care o avea în calitate de ministru de război.

## Consecințe
Piłsudski a inițiat guvernarea însănătoșirii țării (1926-1939) - realizată periodic prin măsuri autoritare - ce a fost orientată către restabilirea „sănătății” morale în viața publică. Deși până la moartea sa în 1935, Piłsudski a jucat un rol predominant în guvernarea Poloniei, funcțiile pe care le-a deținut - în afară de două mandate de prim-ministru în perioadele 1926-1928 și 1930 - au fost limitate în cea mai mare parte la cele de ministru al apărării și de inspector general al forțelor armate.
Adoptarea unei noi constituții poloneze în aprilie 1935 (Constituția din aprilie), elaborate de susținătorii lui Piłsudski pe baza ideilor sale - ce prevedea puteri mai mari pentru președintele țării - a venit prea târziu pentru ca Piłsudski să ocupe acea funcție. Constituția din aprilie va servi Polonia până la izbucnirea celui de-al Doilea Război Mondial și va fi folosită de guvernul din exil în timpul războiului și după.